# Нил Постман
Нил Постман (8. март 1931. – 5. октобар 2003.) био је амерички писац, педагог, теоретичар медија и културни критичар, који је познат по свом изразито критичком ставу према дигиталној технологији, укључујући персоналне рачунаре, мобилне уређаје и темпомат у аутомобилима, а био је критичан према употреби технологије, као што су персонални рачунари у школи.  Најпознатији је по дјелима о технологији и образовању, укључујући Наставу као субверзивну активност (1970), Нестанак детињства (1982), Забављамо се до смрти (1985), Приговори савести (1988), Технопол: Предаја културе до технологије (1992) и Крај образовања: редефинисање вредности школе (1995).

## Забавити се до смрти
Једно од најутицајнијих Постманових дела је Забавити се до смрти: Јавни дискурс у доба шоу бизниса .  Постман је тврдио да изражавањем идеја кроз визуелне слике, телевизија своди политику, вести, историју и друге озбиљне теме на забаву.  Бринуо се да ће култура опасти ако народ постане публика, а њихов јавни посао „водвиљски чин“. Он је такође тврдио да телевизија уништава "озбиљан и рационалан јавни разговор" који је вековима одржавала штампарија . Уместо ограничених информација у роману Џорџа Орвела 1984, он је тврдио да је ток ометања који доживљавамо сличнији Храбром новом свету Олдоса Хакслија .

## Технополија
У својој књизи Технополија: Препуштање културе технологији, Постман дефинише „Технополију” као друштво које верује да је „примарни, ако не и једини циљ људског рада и мисли ефикасност, да је техничка прорачун у сваком погледу супериорнији од људског суда ... и да послове грађана најбоље руководе и воде стручњаци“.
Постман је описао технополис као „тенденцију у америчкој култури да се препусти технолошком суверенитету, команди, контроли над свим нашим друштвеним институцијама“.